# أليماو (لاعب كرة قدم مواليد 1976)
أليماو (بالإسبانية: Julio César Simonato Cordeiro؛ بالبرتغالية: Julio César Simonato Cordeiro) هو لاعب كرة قدم إسباني وبرازيلي، ولد في 25 يونيو 1976 في ساو باولو في البرازيل. لعب مع MFK Dina Moskva ‏.

## وصلات خارجية
- أليماو (لاعب كرة قدم مواليد 1976) على موقع الاتحاد الأوربي (الإنجليزية)